# Lista stelelor
Această listă conține cele mai importante stele cunoscute în ordine alfabetică. 

## 0–9
- 18 Scorpii
- 37 Geminorum
- 40 Eridani
- 51 Pegasi
- 61 Cygni
- 70 Virginis

## A
- Acamar (Theta Eridani)
- Achernar (Alpha Eridani)
- Achird (Eta Cassiopeiae)
- Acrab (Beta Scorpii)
- Acrux (Alpha Crucis)
- Acubens (Alpha Cancri)
- Adhara (Epsilon Canis Majoris)
- Ain (Epsilon Tauri)
- Al Kalb al Rai (Rho2 Cephei)
- Al Minliar al Asad (Kappa Leonis)
- Aldhanab (Gamma Gruis)
- Al Giedi (Alpha Capricorni)
- Asterope (21 Tauri)
- Atik (Omicron Persei)
- Aladfar (Eta Lyrae)
- Alamak  (Gamma Andromedae)
- Alathfar (Mu Lyrae)
- Albaldah (Pi Sagittarii)
- Albali (Epsilon Aquarii)
- Albireo (Beta Cygni)
- Alchiba (Alpha Corvi)
- Alcor (80 Ursae Majoris)
- Aldebaran (Alpha Tauri)
- Alderamin (Alpha Cephei)
- Aldhafera (Zeta Leonis)
- Aldhibah (Zeta Draconis)
- Alfecca Meridiana (Alpha Coronae Australis)
- Alfirk (Beta Cephei)
- Algenib  (Alpha Persei și Gamma Pegasi)
- Algieba (Gamma Leonis)
- Algol (Beta Persei)
- Algorab (Delta Corvi)
- Alhena (Gamma Geminorum)
- Alioth (Epsilon Ursae Majoris)
- Alkalurops (Mu Bootis)
- Alkes (Alpha Crateris)
- Alcyone (Eta Tauri)
- Alkurah (Xi Cephei)
- Al Nair (Alpha Gruis)
- Alnilam (Epsilon Orionis)
- Alnitak (Zeta Orionis)
- Al Niyat (Sigma Scorpii)
- Alniyat (Tau Scorpii)
- Alpha Centauri
- Alphard (Alpha Hydrae)
- Alrakis (Mu Draconis)
- Alrischa (Alpha Piscium)
- Alsafi (Sigma Draconis)
- Alschain (Beta Aquilae)
- Alshat (Nu Capricorni)
- Altarf (Beta Cancri)
- Altair (Alpha Aquilae)
- Altais (Delta Draconis)
- Alterf (Lambda Leonis)
- Aludra (Eta Canis Majoris)
- Alula Australis (Xi Ursae Majoris)
- Alula Borealis (Nu Ursae Majoris)
- Alwaid (Beta Draconis)
- Alya (Theta Serpentis)
- Alzir (Xi Geminorum)
- Ancha (Theta Aquarii)
- Angetenar (Tau2 Eridani)
- Antares (Alpha Scorpii)
- Arcturus (Alpha Bootis)
- Arkab Prior (Beta 1 Sagittarii)
- Arkab Posterior (Beta 2 Sagittarii)
- Arneb (Alpha Leporis)
- Arrakis (Mu Draconis)
- Asellus Australis (Delta Cancri)
- Asellus Borealis (Gamma Cancri)
- Asellus Primus (Theta Bootis)
- Asellus Secundus (Iota Bootis)
- Asellus Tertius (Kappa Bootis)
- Askella (Zeta Sagittarii)
- Aspidiske (Iota Carinae)
- Asterion (Beta Canum Venaticorum)
- Atlas (27 Tauri)
- Atria (Alpha Trianguli Australis)
- Avior (Epsilon Carinae)
- Azaleh (Zeta Aurigae)
- Azelfafage (Pi1 Cygni)
- Azha (Eta Eridani)
- Azmidiske (Xi Puppis)

## B
- Baham (Theta Pegasi)
- Barnard
- Baten Kaitos (Zeta Ceti)
- Becrux (Mimosa, Beta Crucis)
- Beid (Omicron1 Eridani)
- Bellatrix (Gamma Orionis)
- Benetnasch (Eta Ursae Majoris)
- Betelgeuse (Alpha Orionis)
- Betria (Beta Trianguli Australis)
- 41 Arietis (41 Arietis)
- BPM 37093
- Botein (Delta Arietis)
- Brachium (Sigma Librae)
- Bunda (Xi Aquarii)

## C
- Canopus (Alpha Carinae)
- Caph (Beta Cassiopeiae)
- Capella (Alpha Aurigae)
- Castor (Alpha Geminorum)
- Cebalrai (Beta Ophiuchi)
- Celaeno (16 Tauri)
- Chara (Alpha Canum Venaticorum or sometimes Beta)
- Chertan (Theta Leonis)
- Chi Cygni
- Cursa (Beta Eridani)
- Cygnus X-1

## D
- Dabih (Beta Capricorni)
- Decrux (Delta Crucis)
- Delta Cephei
- Delta Pavonis
- Deneb (Alpha Cygni)
- Deneb Algedi (Delta Capricorni)
- Deneb Dulfim (Epsilon Delphini)
- Deneb el Okab (Zeta Aquilae)
- Denebola (Beta Leonis)
- Deneb Kaitos (Beta Ceti)
- Deneb Kaitos Schemali (Iota Ceti)
- Dheneb (Eta Ceti)
- Diadem (Alpha Comae Berenices)
- Dschubba (Delta Scorpii)
- Dubhe (Alpha Ursae Majoris)
- Duhr (Delta Leonis)

## E
- Edasich (Iota Draconis)
- Electra (17 Tauri)
- Elmuthalleth (Alpha Trianguli)
- Elnath (Beta Tauri)
- Enif (Epsilon Pegasi)
- Epsilon Eridani
- Epsilon Indi
- Errai (Gamma Cephei)
- Eta Carinae
- Etamin (Gamma Draconis)

## F
- Fomalhaut (Alpha Piscis Austrini)
- Fum al Samakah (Beta Piscium)
- Furud (Zeta Canis Majoris)

## G
- Gacrux (Gamma Crucis)
- Mu Cephei (Mu Cephei)
- Gatria (Gamma Trianguli Australis)
- GJ 1061
- Gianfar (Lambda Draconis)
- Giedi (Alpha Capricorni)
- Gienah Gurab (Gamma Corvi)
- Giennah (Epsilon Cygni)
- Girtab (Kappa Scorpii)
- Gomeisa (Beta Canis Minoris)
- Gorgonea Tertia (Rho Persei)
- Grafias (Xi Scorpii)
- Grumium (Xi Draconis)

## H
- Hadar (Beta Centauri)
- Hadir (Sigma Puppis)
- Haldus (Epsilon Aurigae)
- Hamal (Alpha Arietis)
- Hassaleh (Iota Aurigae)
- HD 13189
- HE0107-5240
- Head of Hydrus (Alpha Hydri)
- Heka (Lambda Orionis)
- Heze (Zeta Virginis)
- Homam (Zeta Pegasi)
- HR 465
- Hyadum I (Gamma Tauri)
- Hyadum II (Delta1 Tauri)

## I
- Izar (Epsilon Bootis)

## J
- Jabbah (Nu Scorpii)

## K
- Kaffaljidhm (Gamma Ceti)
- Kajam (Omega Herculis)
- Kapteyn
- Kaus Borealis (Lambda Sagittarii)
- Kaus Medius (Delta Sagittarii)
- Kaus Australis (Epsilon Sagittarii)
- Keid (Omicron2 Eridani)
- Kepler-5
- Kepler-6
- Kepler-11
- Kepler-22
- Kepler-23
- Kepler-32
- Kepler-33
- Kepler-36
- Kepler-42
- Kepler-47
- Kepler-48
- Kepler-51
- Kepler-54
- Kepler-56
- Kepler-57
- Kepler-58
- Kepler-66
- Kepler-67
- Kepler-68
- Kepler-145
- Kepler-146
- Kepler-306
- Kepler-452
- Kitalpha (Alpha Equulei)
- Kochab (Beta Ursae Minoris)
- Kornephoros (Beta Herculis)
- Kraz (Beta Corvi)
- Kruger 60
- Ksora (Delta Cassiopeiae)
- Kullat Nunu (Eta Piscium)
- Kuma (Nu Draconis)

## L
- Lacaille 9352
- Lalande 21185
- La Superba (Upsilon Canum Venaticorum)
- LBV 1806-20
- Lesath (Upsilon Scorpii)
- Lucida (Alpha Monocerotis)
- Lucida Anseris (Alpha Vulpeculae)

## M
- Maasym (Lambda Herculis)
- Maia (20 Tauri)
- Marfark (Theta Cassiopeiae)
- Marfik (Lambda Ophiuchi)
- Markab (Alpha Pegasi and HR 2948 )
- Matar (Eta Pegasi)
- Mebsuta (Epsilon Geminorum)
- Megrez (Delta Ursae Majoris)
- Mekbuda (Zeta Geminorum)
- Menkalinan (Beta Aurigae)
- Menkar (Alpha Ceti)
- Menkent (Theta Centauri)
- Menchib (Xi Persei)
- Menkib (Zeta Persei)
- Merak (Beta Ursae Majoris)
- Merga (38 Bootis)
- Merope (23 Tauri)
- Mesarthim (Gamma Arietis)
- Miaplacidus (Beta Carinae)
- Minchir (Sigma Hydrae)
- Minelava (Delta Virginis)
- Minkar (Epsilon Corvi)
- Mintaka (Delta Orionis)
- Mira (Omicron Ceti)
- Miram (Eta Persei)
- Mirach (Beta Andromedae)
- Misam (Kappa Persei)
- Mizar (Zeta Ursae Majoris)
- Mufrid (Eta Bootis)
- Muliphein (Gamma Centauri, Gamma Canis Majoris)
- Murzim (Beta Canis Majoris)
- Muscida (Omicron Ursae Majoris, sau Pi Ursae Majoris)
- Mu Arae

## N
- Nair Al Saif (Iota Orionis)
- Naos (Zeta Puppis)
- Nash (Gamma Sagittarii)
- Nashira (Gamma Capricorni)
- Navi (Epsilon Cassiopeiae)
- Nemesis (ipotetic)
- Nihal (Beta Leporis)
- Nunki (Sigma Sagittarii)
- Nusakan (Beta Coronae Borealis)

## P
- P Cygni
- Peacock (Alpha Pavonis)
- Phact (Alpha Columbae)
- Pherkad (Gamma Ursae Minoris)
- Pherkard (Delta Ursae Minoris)
- Pistol (stea)
- Pleione (28 Tauri)
- Polaris Australis (Sigma Octantis)
- Polaris (Alpha Ursae Minoris)
- Pollux (Beta Geminorum)
- Porrima (Gamma Virginis)
- Praecipua (46 Leo Minoris)
- Procyon (Alpha Canis Minoris)
- Proxima Centauri

## R
- Rana (Delta Eridani)
- Rasalas (Mu Leonis)
- Ras Algethi (Alpha Herculis)
- Ras Alhague (Alpha Ophiuchi)
- Ras Elased Australis (Epsilon Leonis)
- Regor (Gamma Velorum)
- Regulus (Alpha Leonis)
- R Hydrae
- Rigel (Beta Orionis)
- Rigil Kentaurus (Alpha Centauri)
- Rijl al Awwa (Mu Virginis)
- R Leonis
- Ross 128
- Ross 154
- Ross 248
- Rotanev (Beta Delphini)
- Ruchba (Omega 2 Cygni)
- Rukbat (Alpha Sagittarii)

## S
- Sabik (Zeta Ophiuchi)
- Sadachbia (Gamma Aquarii)
- Sadalbari (Mu Pegasi)
- Sadalmelik (Alpha Aquarii)
- Sadalsuud (Beta Aquarii)
- Sadr (Gamma Cygni)
- Saiph (Kappa Orionis)
- Sarin (Delta Herculis)
- S Andromedae
- Sceptrum (53 Eridani)
- Scheat (Beta Pegasi)
- Scheddi (Delta Capricorni)
- Schedir (Alpha Cassiopeiae)
- Segin (Epsilon Cassiopeiae)
- Seginus (Gamma Bootis)
- Sham (Alpha Sagittae)
- Sheliak (Beta Lyrae)
- Sheratan (Beta Arietis)
- Shaula (Lambda Scorpii)
- Skat (Delta Aquarii)
- Sirius (Alpha Canis Majoris)
- Situla (Kappa Aquarii)
- SN 1006
- SN 1054
- SN 1181
- SN 1572
- SN 1604
- Spica (Alpha Virginis)
- Sterope II (22 Tauri)
- Sualocin (Alpha Delphini)
- Subra (Omicron Leonis)
- Suhail (Lambda Velorum)
- Sulafat (Gamma Lyrae)
- Soare
- Syrma (Iota Virginis)

## T
- Tabit (Pi3 Orionis)
- Talitha Borealis (Iota Ursae Majoris)
- Talitha Australis (Kappa Ursae Majoris)
- Tania Borealis (Lambda Ursae Majoris)
- Tania Australis (Nu Ursae Majoris)
- Tau Ceti
- Tarazet (Gamma Aquilae)
- Taygeta (19 Tauri)
- Tegmen (Zeta Cancri)
- Terebellum (Omega Sagittarii)
- Tejat Posterior (Mu Geminorum)
- Tejat Prior (Eta Geminorum)
- Thabit (Upsilon Orionis)
- Theemin (Upsilon2 Eridani)
- Thuban (Alpha Draconis)
- Tien Kuan (Zeta Tauri)
- Toliman (Alpha Centauri)
- Torcularis Septemtrionalis (Omicron Piscium)
- Tseen Kee (Phi Velorum)
- Tureis (Pi Puppis)
- Tyl (Epsilon Draconis)

## U
- Unuk (Alpha Serpentis)
- Upsilon Andromedae
- UY Scuti

## V
- Vega (Alpha Lyrae)
- Vindemiatrix (Epsilon Virginis)
- VV Cephei
- VY Canis Majoris

## W
- Wasat (Delta Geminorum)
- Wazn (Beta Columbae)
- Wei (Epsilon Scorpii)
- Wezen (Delta Canis Majoris)
- WNC4 (M40)
- Wolf 359

## Y
- Yed Prior (Delta Ophiuchi)
- Yed Posterior (Epsilon Ophiuchi)

## Z
- Zaniah (Eta Virginis)
- Zaurak (Gamma Eridani)
- Zavijava (Beta Virginis)
- Zeta Boötis
- Zeta Reticuli
- Zuben-el-Akrab (Gamma Librae)
- Zuben-el-Akribi (Delta Librae)
- Zubenelgenubi (Alpha Librae)
- Zuben-el-schemali (Beta Librae)

Pentru a afla lista tuturor stelelor cunoscute, le puteti găsi în baza internațională de date SIMBAD
- SIMBAD online

| Cuprins: A B C D E F G H I J K L M N O P Q R S T U V W X Y Z |